# Damaq
Damaq (persiska: دمق, دَمَغ) är en ort i Iran.   Den ligger i provinsen Hamadan, i den nordvästra delen av landet, 240 km väster om huvudstaden Teheran. Damaq ligger 1 848 meter över havet och antalet invånare är 2 847.
Terrängen runt Damaq är platt åt nordväst, men åt sydost är den kuperad.Runt Damaq är det ganska glesbefolkat, med 48 invånare per kvadratkilometer. Damaq är det största samhället i trakten. Trakten runt Damaq består i huvudsak av gräsmarker.